# Nat Lofthouse
Nathaniel ("Nat") Lofthouse OBE (Bolton, 27 augustus 1925 – aldaar, 15 januari 2011) was een Engels voetballer. Lofthouse speelde zijn hele carrière voor Bolton Wanderers. Tevens speelde hij 33 wedstrijden en scoorde 30 keer voor het Engels voetbalelftal. In 1953 werd hij verkozen tot Voetballer van het jaar.